# Elezioni comunali in Calabria del 1997
Le elezioni comunali in Calabria del 1997 si tennero il 27 aprile (con ballottaggio l'11 maggio) e il 16 novembre (con ballottaggio il 30 dicembre).

## Elezioni dell'aprile 1997

### Provincia di Catanzaro

#### Catanzaro
| Candidati                                                 | Candidati                  | II turno                   | II turno                   | I turno | I turno | Liste                     | Voti   | %     | Seggi |
| Candidati                                                 | Candidati                  | Voti                       | %                          | Voti    | %       | Liste                     | Voti   | %     | Seggi |
| --------------------------------------------------------- | -------------------------- | -------------------------- | -------------------------- | ------- | ------- | ------------------------- | ------ | ----- | ----- |
|                                                           | Sergio Abramo ✔️ Sindaco   | 26 807                     | 58,42                      | 23 856  | 42,99   | Alleanza Nazionale        | 9 016  | 17,38 | 11    |
| Centro Cristiano Democratico                              | Sergio Abramo ✔️ Sindaco   | 26 807                     | 58,42                      | 23 856  | 42,99   | 5 937                     | 11,44  | 7     |       |
| Per il Sud                                                | Sergio Abramo ✔️ Sindaco   | 26 807                     | 58,42                      | 23 856  | 42,99   | 4 039                     | 7,78   | 4     |       |
| Catanzaro Domani                                          | Sergio Abramo ✔️ Sindaco   | 26 807                     | 58,42                      | 23 856  | 42,99   | 1 908                     | 3,68   | 2     |       |
|                                                           | Fortunato Costantino       | 19 078                     | 41,58                      | 17 844  | 32,16   | Partito Popolare Italiano | 5 671  | 10,93 | 3     |
| Partito Democratico della Sinistra                        | Fortunato Costantino       | 19 078                     | 41,58                      | 17 844  | 32,16   | 5 487                     | 10,58  | 3     |       |
| Unità Socialista (Socialisti Italiani-Partito Socialista) | Fortunato Costantino       | 19 078                     | 41,58                      | 17 844  | 32,16   | 3 256                     | 6,28   | 2     |       |
| Federazione Laburista                                     | Fortunato Costantino       | 19 078                     | 41,58                      | 17 844  | 32,16   | 3 098                     | 5,97   | 2     |       |
| Federazione dei Verdi                                     | Fortunato Costantino       | 19 078                     | 41,58                      | 17 844  | 32,16   | 633                       | 1,22   | –     |       |
| Seggio di coalizione                                      | Seggio di coalizione       | Seggio di coalizione       | 41,58                      | 17 844  | 32,16   | 1                         |        |       |       |
|                                                           | Achille Tomaino            | Achille Tomaino            | Achille Tomaino            | 7 991   | 14,40   | Rinascita Democratica     | 3 816  | 7,36  | 1     |
| Patto Segni                                               | Achille Tomaino            | Achille Tomaino            | Achille Tomaino            | 7 991   | 14,40   | 2 763                     | 5,33   | 1     |       |
| Movimento Meridionale (A)                                 | Achille Tomaino            | Achille Tomaino            | Achille Tomaino            | 7 991   | 14,40   | 1 338                     | 2,58   | –     |       |
| Seggio di coalizione                                      | Seggio di coalizione       | Seggio di coalizione       | Achille Tomaino            | 7 991   | 14,40   | 1                         |        |       |       |
|                                                           | Aldo Pegorari              | Aldo Pegorari              | Aldo Pegorari              | 2 112   | 3,81    | Città Futura (A)          | 1 582  | 3,05  | –     |
| Seggio di coalizione                                      | Seggio di coalizione       | Seggio di coalizione       | Aldo Pegorari              | 2 112   | 3,81    | 1                         |        |       |       |
|                                                           | Francesco Giovanni Granato | Francesco Giovanni Granato | Francesco Giovanni Granato | 2 014   | 3,63    | Rinnovamento Italiano (A) | 1 909  | 3,68  | –     |
| Seggio di coalizione                                      | Seggio di coalizione       | Seggio di coalizione       | Francesco Giovanni Granato | 2 014   | 3,63    | 1                         |        |       |       |
|                                                           | Aldo Costa                 | Aldo Costa                 | Aldo Costa                 | 1 245   | 2,24    | Catanzaro Vive            | 951    | 1,83  | –     |
|                                                           | Lucia Rubino               | Lucia Rubino               | Lucia Rubino               | 430     | 0,77    | Città Nuova (A)           | 478    | 0,92  | –     |
| Totale                                                    | Totale                     | 45 885                     | 100                        | 55 492  | 100     |                           | 51 882 | 100   | 40    |
|                                                           |                            |                            |                            |         |         |                           |        |       |       |
| Fonte: Ministero dell'interno                             |                            |                            |                            |         |         |                           |        |       |       |

### Provincia di Cosenza

#### Paola
| Candidati                              | Candidati                         | II turno             | II turno       | I turno | I turno | Liste                              | Voti   | %     | Seggi |
| Candidati                              | Candidati                         | Voti                 | %              | Voti    | %       | Liste                              | Voti   | %     | Seggi |
| -------------------------------------- | --------------------------------- | -------------------- | -------------- | ------- | ------- | ---------------------------------- | ------ | ----- | ----- |
|                                        | Antonella Bruno Ganeri ✔️ Sindaca | 6 476                | 65,81          | 4 644   | 42,25   | Partito Democratico della Sinistra | 1 741  | 16,66 | 6     |
| Lista Civica per la Rinascita di Paola | Antonella Bruno Ganeri ✔️ Sindaca | 6 476                | 65,81          | 4 644   | 42,25   | 1 097                              | 10,50  | 4     |       |
| Federazione dei Verdi                  | Antonella Bruno Ganeri ✔️ Sindaca | 6 476                | 65,81          | 4 644   | 42,25   | 695                                | 6,65   | 2     |       |
|                                        | Giuseppe Perrotta                 | 3 364                | 34,19          | 2 431   | 22,12   | Cristiani Democratici Uniti        | 1 027  | 9,83  | 2     |
| Alleanza Nazionale                     | Giuseppe Perrotta                 | 3 364                | 34,19          | 2 431   | 22,12   | 994                                | 9,51   | 1     |       |
| Lista Civica                           | Giuseppe Perrotta                 | 3 364                | 34,19          | 2 431   | 22,12   | 497                                | 4,76   | –     |       |
| Seggio di coalizione                   | Seggio di coalizione              | Seggio di coalizione | 34,19          | 2 431   | 22,12   | 1                                  |        |       |       |
|                                        | Lucio Sbano                       | Lucio Sbano          | Lucio Sbano    | 1 489   | 13,55   | Centro Cristiano Democratico       | 1 599  | 15,30 | 1     |
| Lista Civica (A)                       | Lucio Sbano                       | Lucio Sbano          | Lucio Sbano    | 1 489   | 13,55   | 372                                | 3,56   | –     |       |
| Forza Italia (A)                       | Lucio Sbano                       | Lucio Sbano          | Lucio Sbano    | 1 489   | 13,55   | 317                                | 3,03   | –     |       |
| Seggio di coalizione                   | Seggio di coalizione              | Seggio di coalizione | Lucio Sbano    | 1 489   | 13,55   | 1                                  |        |       |       |
|                                        | Giorgio Sganga                    | Giorgio Sganga       | Giorgio Sganga | 1 816   | 16,52   | Lista civica di centro-sinistra    | 862    | 8,25  | 1     |
| Partito Popolare Italiano              | Giorgio Sganga                    | Giorgio Sganga       | Giorgio Sganga | 1 816   | 16,52   | 634                                | 6,07   | –     |       |
| Rifondazione Comunista                 | Giorgio Sganga                    | Giorgio Sganga       | Giorgio Sganga | 1 816   | 16,52   | 617                                | 5,90   | –     |       |
| Seggio di coalizione                   | Seggio di coalizione              | Seggio di coalizione | Giorgio Sganga | 1 816   | 16,52   | 1                                  |        |       |       |
| Totale                                 | Totale                            | 9 840                | 100            | 10 991  | 100     |                                    | 10 452 | 100   | 20    |
|                                        |                                   |                      |                |         |         |                                    |        |       |       |
| Fonte: Ministero dell'interno          |                                   |                      |                |         |         |                                    |        |       |       |

#### Rossano
|                                                          | Giuseppe Caputo ✔️ Sindaco   | 9 679                | 50,23 | Alleanza Nazionale                 | 4 498  | 24,07 | 8  |  |  |
| Centro Cristiano Democratico-Cristiani Democratici Uniti | Giuseppe Caputo ✔️ Sindaco   | 9 679                | 50,23 | 1 892                              | 10,12  | 3     |    |  |  |
| Forza Italia                                             | Giuseppe Caputo ✔️ Sindaco   | 9 679                | 50,23 | 1 827                              | 9,77   | 3     |    |  |  |
|                                                          | Giuseppe Tagliaferro         | 6 806                | 35,32 | Partito Democratico della Sinistra | 2 901  | 15,52 | 5  |  |  |
| Partito Popolare Italiano                                | Giuseppe Tagliaferro         | 6 806                | 35,32 | 1 958                              | 10,48  | 3     |    |  |  |
| Rifondazione Comunista                                   | Giuseppe Tagliaferro         | 6 806                | 35,32 | 1 431                              | 7,66   | 2     |    |  |  |
| Federazione dei Verdi-Socialisti Italiani                | Giuseppe Tagliaferro         | 6 806                | 35,32 | 1 292                              | 6,91   | 2     |    |  |  |
| Seggio di coalizione                                     | Seggio di coalizione         | Seggio di coalizione | 35,32 | 1                                  |        |       |    |  |  |
|                                                          | Nicola Federico Candiano     | 1 821                | 9,45  | Rinnovamento Italiano              | 1 837  | 9,83  | 2  |  |  |
| Seggio di coalizione                                     | Seggio di coalizione         | Seggio di coalizione | 9,45  | 1                                  |        |       |    |  |  |
|                                                          | Vittorio Savoia              | 497                  | 2,58  | Lista civica di centro-sinistra    | 552    | 2,95  | –  |  |  |
|                                                          | Alberto Enzo Eugenio Tassone | 278                  | 1,44  | Movimento Sociale Fiamma Tricolore | 301    | 1,61  | –  |  |  |
|                                                          | Mauro Pericolo               | 190                  | 0,99  | Lista Civica                       | 202    | 1,08  | –  |  |  |
| Totale                                                   | Totale                       | 19 271               | 100   |                                    | 18 691 | 100   | 30 |  |  |
|                                                          |                              |                      |       |                                    |        |       |    |  |  |
| Fonte: Ministero dell'interno                            |                              |                      |       |                                    |        |       |    |  |  |

### Provincia di Crotone

#### Crotone
| Candidati                                                                      | Candidati                    | II turno             | II turno        | I turno | I turno | Liste                              | Voti   | %     | Seggi |
| Candidati                                                                      | Candidati                    | Voti                 | %               | Voti    | %       | Liste                              | Voti   | %     | Seggi |
| ------------------------------------------------------------------------------ | ---------------------------- | -------------------- | --------------- | ------- | ------- | ---------------------------------- | ------ | ----- | ----- |
|                                                                                | Pasquale Senatore ✔️ Sindaco | 17 252               | 58,65           | 15 216  | 45,36   | Alleanza Nazionale                 | 5 000  | 15,54 | 10    |
| Forza Italia                                                                   | Pasquale Senatore ✔️ Sindaco | 17 252               | 58,65           | 15 216  | 45,36   | 2 844                              | 8,84   | 6     |       |
| Centro Cristiano Democratico                                                   | Pasquale Senatore ✔️ Sindaco | 17 252               | 58,65           | 15 216  | 45,36   | 2 494                              | 7,75   | 5     |       |
| Patto Segni-Cristiani Democratici Uniti                                        | Pasquale Senatore ✔️ Sindaco | 17 252               | 58,65           | 15 216  | 45,36   | 1 820                              | 5,66   | 3     |       |
|                                                                                | Vincenzo Sculco              | 12 163               | 41,35           | 11 248  | 33,53   | Partito Democratico della Sinistra | 5 391  | 16,76 | 5     |
| Partito Popolare Italiano                                                      | Vincenzo Sculco              | 12 163               | 41,35           | 11 248  | 33,53   | 3 887                              | 12,08  | 3     |       |
| Federazione Laburista-Socialisti Uniti (Socialisti Italiani-Partito Socialista | Vincenzo Sculco              | 12 163               | 41,35           | 11 248  | 33,53   | 2 957                              | 9,19   | 2     |       |
| Cristiano Sociali                                                              | Vincenzo Sculco              | 12 163               | 41,35           | 11 248  | 33,53   | 1 004                              | 3,12   | 1     |       |
| Rinnovamento Italiano                                                          | Vincenzo Sculco              | 12 163               | 41,35           | 11 248  | 33,53   | 705                                | 2,19   | –     |       |
| Seggio di coalizione                                                           | Seggio di coalizione         | Seggio di coalizione | 41,35           | 11 248  | 33,53   | 1                                  |        |       |       |
|                                                                                | Romeo Fauci                  | Romeo Fauci          | Romeo Fauci     | 4 195   | 12,51   | Centro (A)                         | 2 089  | 6,49  | 1     |
| Federazione dei Verdi-Altri                                                    | Romeo Fauci                  | Romeo Fauci          | Romeo Fauci     | 4 195   | 12,51   | 1 379                              | 4,29   | 1     |       |
| Seggio di coalizione                                                           | Seggio di coalizione         | Seggio di coalizione | Romeo Fauci     | 4 195   | 12,51   | 1                                  |        |       |       |
|                                                                                | Saverio Valenti              | Saverio Valenti      | Saverio Valenti | 1 819   | 5,42    | Rifondazione Comunista (A)         | 1 582  | 4,92  | –     |
| Seggio di coalizione                                                           | Seggio di coalizione         | Seggio di coalizione | Saverio Valenti | 1 819   | 5,42    | 1                                  |        |       |       |
|                                                                                | Giancarlo Sitra              | Giancarlo Sitra      | Giancarlo Sitra | 1 065   | 3,18    | Insieme per Crotone                | 1 019  | 3,17  | –     |
| Totale                                                                         | Totale                       | 29 415               | 100             | 33 543  | 100     |                                    | 32 171 | 100   | 40    |
|                                                                                |                              |                      |                 |         |         |                                    |        |       |       |
| Fonte: Ministero dell'interno                                                  |                              |                      |                 |         |         |                                    |        |       |       |

### Provincia di Reggio Calabria

#### Reggio di Calabria
|                                         | Italo Falcomatà                   | 58 402               | 52,96 | Partito Popolare Italiano | 18 526  | 18,11 | 8  |  |  |
| Partito Democratico della Sinistra      | Italo Falcomatà                   | 58 402               | 52,96 | 14 778                    | 14,44   | 7     |    |  |  |
| Rifondazione Comunista                  | Italo Falcomatà                   | 58 402               | 52,96 | 4 651                     | 4,55    | 2     |    |  |  |
| Partito Socialista Democratico Italiano | Italo Falcomatà                   | 58 402               | 52,96 | 4 169                     | 4,07    | 1     |    |  |  |
| Socialisti Italiani                     | Italo Falcomatà                   | 58 402               | 52,96 | 3 696                     | 3,61    | 1     |    |  |  |
|                                         | Antonino Leonardo Maria Monorchio | 44 739               | 40,57 | Alleanza Nazionale        | 17 423  | 17,03 | 7  |  |  |
| Cristiani Democratici Uniti             | Antonino Leonardo Maria Monorchio | 44 739               | 40,57 | 9 610                     | 9,39    | 4     |    |  |  |
| Forza Italia                            | Antonino Leonardo Maria Monorchio | 44 739               | 40,57 | 9 291                     | 9,08    | 3     |    |  |  |
| Centro Cristiano Democratico            | Antonino Leonardo Maria Monorchio | 44 739               | 40,57 | 7 886                     | 7,71    | 3     |    |  |  |
| Seggio di coalizione                    | Seggio di coalizione              | Seggio di coalizione | 40,57 | 1                         |         |       |    |  |  |
|                                         | Fausto Aquino                     | 2 978                | 2,70  | Rinnovamento Italiano     | 6 762   | 6,61  | 1  |  |  |
| Seggio di coalizione                    | Seggio di coalizione              | Seggio di coalizione | 2,70  | 1                         |         |       |    |  |  |
|                                         | Giuliano Quattrone                | 2 358                | 2,14  | Insieme per la Città      | 2 997   | 2,93  | –  |  |  |
| Seggio di coalizione                    | Seggio di coalizione              | Seggio di coalizione | 2,14  | 1                         |         |       |    |  |  |
|                                         | Margherita Boniver                | 1 276                | 1,16  | Partito Socialista        | 1 889   | 1,85  | –  |  |  |
|                                         | Santo Battaglia                   | 529                  | 0,48  | Patto Cristiano Esteso    | 641     | 0,63  | –  |  |  |
| Totale                                  | Totale                            | 110 282              | 100   |                           | 102 319 | 100   | 40 |  |  |
|                                         |                                   |                      |       |                           |         |       |    |  |  |
| Fonte: Ministero dell'interno           |                                   |                      |       |                           |         |       |    |  |  |

#### Gioia Tauro
| Candidati                     | Candidati               | II turno             | II turno          | I turno | I turno | Liste                              | Voti   | %     | Seggi |
| Candidati                     | Candidati               | Voti                 | %                 | Voti    | %       | Liste                              | Voti   | %     | Seggi |
| ----------------------------- | ----------------------- | -------------------- | ----------------- | ------- | ------- | ---------------------------------- | ------ | ----- | ----- |
|                               | Aldo Alessio ✔️ Sindaco | 5 173                | 52,37             | 5 128   | 48,98   | Partito Democratico della Sinistra | 2 187  | 21,71 | 6     |
| Partito Popolare Italiano     | Aldo Alessio ✔️ Sindaco | 5 173                | 52,37             | 5 128   | 48,98   | 1 224                              | 12,15  | 3     |       |
| Socialisti Italiani           | Aldo Alessio ✔️ Sindaco | 5 173                | 52,37             | 5 128   | 48,98   | 1 024                              | 10,17  | 2     |       |
| Rifondazione Comunista        | Aldo Alessio ✔️ Sindaco | 5 173                | 52,37             | 5 128   | 48,98   | 418                                | 4,15   | 1     |       |
|                               | Francesco Costa         | 4 705                | 47,63             | 3 467   | 33,11   | Centro Cristiano Democratico       | 1 697  | 16,85 | 3     |
| Alleanza Nazionale            | Francesco Costa         | 4 705                | 47,63             | 3 467   | 33,11   | 1 678                              | 16,66  | 2     |       |
| Seggio di coalizione          | Seggio di coalizione    | Seggio di coalizione | 47,63             | 3 467   | 33,11   | 1                                  |        |       |       |
|                               | Donato Dalbis           | Donato Dalbis        | Donato Dalbis     | 854     | 8,16    | Insieme per Gioia (A)              | 811    | 8,05  | –     |
| Seggio di coalizione          | Seggio di coalizione    | Seggio di coalizione | Donato Dalbis     | 854     | 8,16    | 1                                  |        |       |       |
|                               | Giuseppe Cento          | Giuseppe Cento       | Giuseppe Cento    | 698     | 6,67    | Cristiani Democratici Uniti (A)    | 801    | 7,95  | –     |
| Seggio di coalizione          | Seggio di coalizione    | Seggio di coalizione | Giuseppe Cento    | 698     | 6,67    | 1                                  |        |       |       |
|                               | Vincenzo Mondello       | Vincenzo Mondello    | Vincenzo Mondello | 323     | 3,09    | Movimento Sociale Fiamma Tricolore | 232    | 2,30  | –     |
| Totale                        | Totale                  | 9 878                | 100               | 10 470  | 100     |                                    | 10 072 | 100   | 20    |
|                               |                         |                      |                   |         |         |                                    |        |       |       |
| Fonte: Ministero dell'interno |                         |                      |                   |         |         |                                    |        |       |       |

#### Taurianova
| Candidati                       | Candidati              | II turno              | II turno              | I turno | I turno | Liste                              | Voti  | %     | Seggi |
| Candidati                       | Candidati              | Voti                  | %                     | Voti    | %       | Liste                              | Voti  | %     | Seggi |
| ------------------------------- | ---------------------- | --------------------- | --------------------- | ------- | ------- | ---------------------------------- | ----- | ----- | ----- |
|                                 | Rocco Biasi ✔️ Sindaco | 4 354                 | 53,46                 | 2 346   | 24,94   | Centro Cristiano Democratico       | 1 206 | 13,34 | 6     |
| Alleanza Nazionale              | Rocco Biasi ✔️ Sindaco | 4 354                 | 53,46                 | 2 346   | 24,94   | 733                                | 8,11  | 4     |       |
| Lista civica di centro-destra   | Rocco Biasi ✔️ Sindaco | 4 354                 | 53,46                 | 2 346   | 24,94   | 352                                | 3,89  | 2     |       |
|                                 | Salvatore Spinelli     | 3 790                 | 46,54                 | 2 499   | 26,57   | Partito Democratico della Sinistra | 1 273 | 14,08 | 2     |
| Socialisti Italiani             | Salvatore Spinelli     | 3 790                 | 46,54                 | 2 499   | 26,57   | 611                                | 6,76  | 1     |       |
| Rifondazione Comunista          | Salvatore Spinelli     | 3 790                 | 46,54                 | 2 499   | 26,57   | 363                                | 4,02  | –     |       |
| Lista civica di centro-sinistra | Salvatore Spinelli     | 3 790                 | 46,54                 | 2 499   | 26,57   | 327                                | 3,62  | –     |       |
| Seggio di coalizione            | Seggio di coalizione   | Seggio di coalizione  | 46,54                 | 2 499   | 26,57   | 1                                  |       |       |       |
|                                 | Antonio Pietro Crea    | Antonio Pietro Crea   | Antonio Pietro Crea   | 1 933   | 20,55   | Partito Popolare Italiano          | 1 037 | 11,47 | 1     |
| Partito Socialista              | Antonio Pietro Crea    | Antonio Pietro Crea   | Antonio Pietro Crea   | 1 933   | 20,55   | 691                                | 7,64  | 1     |       |
| Seggio di coalizione            | Seggio di coalizione   | Seggio di coalizione  | Antonio Pietro Crea   | 1 933   | 20,55   | 1                                  |       |       |       |
|                                 | Luigi Ottavio Cordova  | Luigi Ottavio Cordova | Luigi Ottavio Cordova | 1 196   | 12,71   | Cristiani Democratici Uniti        | 1 125 | 12,45 | –     |
| Seggio di coalizione            | Seggio di coalizione   | Seggio di coalizione  | Luigi Ottavio Cordova | 1 196   | 12,71   | 1                                  |       |       |       |
|                                 | Carmelo Glicora        | Carmelo Glicora       | Carmelo Glicora       | 568     | 6,04    | Centro                             | 547   | 6,05  | –     |
|                                 | Alessio Calabrò        | Alessio Calabrò       | Alessio Calabrò       | 441     | 4,69    | Movimento Sociale Fiamma Tricolore | 401   | 4,44  | –     |
|                                 | Eugenio Loschiavo      | Eugenio Loschiavo     | Eugenio Loschiavo     | 424     | 4,51    | Forza Italia                       | 373   | 4,13  | –     |
| Totale                          | Totale                 | 8 144                 | 100                   | 9 407   | 100     |                                    | 9 039 | 100   | 20    |
|                                 |                        |                       |                       |         |         |                                    |       |       |       |
| Fonte: Ministero dell'interno   |                        |                       |                       |         |         |                                    |       |       |       |

## Elezioni del novembre 1997

### Provincia di Catanzaro

#### Lamezia Terme
| Candidati                                       | Candidati                                    | II turno             | II turno         | I turno | I turno | Liste                              | Voti   | %     | Seggi |
| Candidati                                       | Candidati                                    | Voti                 | %                | Voti    | %       | Liste                              | Voti   | %     | Seggi |
| ----------------------------------------------- | -------------------------------------------- | -------------------- | ---------------- | ------- | ------- | ---------------------------------- | ------ | ----- | ----- |
|                                                 | Doris Lo Moro Trapuzzano Molinaro ✔️ Sindaca | 20 694               | 56,72            | 18 567  | 45,61   | Partito Democratico della Sinistra | 6 011  | 16,50 | 8     |
| Partito Popolare Italiano-Rinnovamento Italiano | Doris Lo Moro Trapuzzano Molinaro ✔️ Sindaca | 20 694               | 56,72            | 18 567  | 45,61   | 2 701                              | 7,42   | 4     |       |
| Rifondazione Comunista                          | Doris Lo Moro Trapuzzano Molinaro ✔️ Sindaca | 20 694               | 56,72            | 18 567  | 45,61   | 2 254                              | 6,19   | 3     |       |
| Socialisti Italiani                             | Doris Lo Moro Trapuzzano Molinaro ✔️ Sindaca | 20 694               | 56,72            | 18 567  | 45,61   | 2 217                              | 6,09   | 3     |       |
|                                                 | Ida D'Ippolito Vitale                        | 15 792               | 43,28            | 14 438  | 35,47   | Forza Italia                       | 6 404  | 17,58 | 4     |
| Centro Cristiano Democratico                    | Ida D'Ippolito Vitale                        | 15 792               | 43,28            | 14 438  | 35,47   | 5 820                              | 15,98  | 3     |       |
| Alleanza Nazionale                              | Ida D'Ippolito Vitale                        | 15 792               | 43,28            | 14 438  | 35,47   | 2 809                              | 7,71   | 1     |       |
| Cristiani Democratici Uniti                     | Ida D'Ippolito Vitale                        | 15 792               | 43,28            | 14 438  | 35,47   | 1 519                              | 4,17   | 1     |       |
| Patto Segni                                     | Ida D'Ippolito Vitale                        | 15 792               | 43,28            | 14 438  | 35,47   | 1 188                              | 3,26   | –     |       |
| Seggio di coalizione                            | Seggio di coalizione                         | Seggio di coalizione | 43,28            | 14 438  | 35,47   | 1                                  |        |       |       |
|                                                 | Mario Saladino                               | Mario Saladino       | Mario Saladino   | 3 341   | 8,21    | Federazione dei Verdi-Altri        | 2 701  | 7,42  | –     |
| Seggio di coalizione                            | Seggio di coalizione                         | Seggio di coalizione | Mario Saladino   | 3 341   | 8,21    | 1                                  |        |       |       |
|                                                 | Egidio Chiarella                             | Egidio Chiarella     | Egidio Chiarella | 3 260   | 8,01    | Movimento Cristiano Veritas (A)    | 1 502  | 4,12  | –     |
| Centro (A)                                      | Egidio Chiarella                             | Egidio Chiarella     | Egidio Chiarella | 3 260   | 8,01    | 437                                | 1,20   | –     |       |
| Seggio di coalizione                            | Seggio di coalizione                         | Seggio di coalizione | Egidio Chiarella | 3 260   | 8,01    | 1                                  |        |       |       |
|                                                 | Ugo De Sarro                                 | Ugo De Sarro         | Ugo De Sarro     | 1 103   | 2,71    | Rinascita di Lamezia (A)           | 862    | 2,37  | –     |
| Totale                                          | Totale                                       | 36 486               | 100              | 40 709  | 100     |                                    | 36 425 | 100   | 30    |
|                                                 |                                              |                      |                  |         |         |                                    |        |       |       |
| Fonte: Ministero dell'interno                   |                                              |                      |                  |         |         |                                    |        |       |       |

### Provincia di Cosenza

#### Cosenza
|                                                           | Giacomo Mancini ✔️ Sindaco | 27 369               | 58,85 | Cosenza Domani                     | 6 382  | 14,71 | 7  |  |  |
| Partito Democratico della Sinistra                        | Giacomo Mancini ✔️ Sindaco | 27 369               | 58,85 | 5 337                              | 12,30  | 6     |    |  |  |
| Partito Popolare Italiano                                 | Giacomo Mancini ✔️ Sindaco | 27 369               | 58,85 | 3 470                              | 8,00   | 3     |    |  |  |
| Federazione Laburista                                     | Giacomo Mancini ✔️ Sindaco | 27 369               | 58,85 | 2 663                              | 6,14   | 2     |    |  |  |
| Socialisti Uniti (Socialisti Italiani-Partito Socialista) | Giacomo Mancini ✔️ Sindaco | 27 369               | 58,85 | 2 038                              | 4,70   | 2     |    |  |  |
| Rinnovamento Italiano                                     | Giacomo Mancini ✔️ Sindaco | 27 369               | 58,85 | 1 882                              | 4,34   | 2     |    |  |  |
| Rifondazione Comunista                                    | Giacomo Mancini ✔️ Sindaco | 27 369               | 58,85 | 1 458                              | 3,36   | 1     |    |  |  |
| Federazione dei Verdi                                     | Giacomo Mancini ✔️ Sindaco | 27 369               | 58,85 | 1 163                              | 2,68   | 1     |    |  |  |
|                                                           | Giuseppe Carratelli        | 13 539               | 29,11 | Forza Italia                       | 5 143  | 11,85 | 5  |  |  |
| Centro Cristiano Democratico-Cristiani Democratici Uniti  | Giuseppe Carratelli        | 13 539               | 29,11 | 3 159                              | 7,28   | 3     |    |  |  |
| Federazione Cattolico Democratica                         | Giuseppe Carratelli        | 13 539               | 29,11 | 2 985                              | 6,88   | 3     |    |  |  |
| Alleanza Nazionale                                        | Giuseppe Carratelli        | 13 539               | 29,11 | 2 448                              | 5,64   | 2     |    |  |  |
| Italia Federale                                           | Giuseppe Carratelli        | 13 539               | 29,11 | 1 032                              | 2,38   | 1     |    |  |  |
| Seggio di coalizione                                      | Seggio di coalizione       | Seggio di coalizione | 29,11 | 1                                  |        |       |    |  |  |
|                                                           | Cosimo De Tommaso          | 1 957                | 4,21  | Patto Segni                        | 1 551  | 3,57  | –  |  |  |
| Centro                                                    | Cosimo De Tommaso          | 1 957                | 4,21  | 228                                | 0,53   | –     |    |  |  |
| Seggio di coalizione                                      | Seggio di coalizione       | Seggio di coalizione | 4,21  | 1                                  |        |       |    |  |  |
|                                                           | Roberto Bernaudo           | 1 374                | 2,95  | Movimento Sociale Fiamma Tricolore | 884    | 2,04  | –  |  |  |
|                                                           | Antonino Oliva             | 1 053                | 2,26  | Forum                              | 768    | 1,77  | –  |  |  |
|                                                           | Sergio Aquino              | 1 020                | 2,19  | Alternativa Comunista              | 639    | 1,47  | –  |  |  |
|                                                           | Franco Nicoletti           | 191                  | 0,41  | Partito Repubblicano Italiano      | 165    | 0,38  | –  |  |  |
| Totale                                                    | Totale                     | 46 503               | 100   |                                    | 43 395 | 100   | 40 |  |  |
|                                                           |                            |                      |       |                                    |        |       |    |  |  |
| Fonte: Ministero dell'interno                             |                            |                      |       |                                    |        |       |    |  |  |

#### Corigliano Calabro
|                                   | Giuseppe Geraci ✔️ Sindaco | 11 047               | 55,45 | Città Nuova                                              | 4 395  | 23,25 | 8  |  |  |
| Lista civica di centro-destra     | Giuseppe Geraci ✔️ Sindaco | 11 047               | 55,45 | 4 285                                                    | 22,67  | 7     |    |  |  |
|                                   | Franco Mario Pacenza       | 6 159                | 30,91 | Partito Democratico della Sinistra                       | 3 178  | 16,81 | 6  |  |  |
| Partito Popolare Italiano         | Franco Mario Pacenza       | 6 159                | 30,91 | 1 391                                                    | 7,36   | 2     |    |  |  |
| Rifondazione Comunista            | Franco Mario Pacenza       | 6 159                | 30,91 | 977                                                      | 5,17   | 1     |    |  |  |
| Partito Socialista                | Franco Mario Pacenza       | 6 159                | 30,91 | 885                                                      | 4,68   | 1     |    |  |  |
| Seggio di coalizione              | Seggio di coalizione       | Seggio di coalizione | 30,91 | 1                                                        |        |       |    |  |  |
|                                   | Francesco Pisani           | 1 554                | 7,80  | Centro Cristiano Democratico-Cristiani Democratici Uniti | 1 503  | 7,95  | 2  |  |  |
| Forza Italia                      | Francesco Pisani           | 1 554                | 7,80  | 852                                                      | 4,51   | 1     |    |  |  |
| Rinnovamento Italiano-Patto Segni | Francesco Pisani           | 1 554                | 7,80  | 299                                                      | 1,58   | –     |    |  |  |
| Seggio di coalizione              | Seggio di coalizione       | Seggio di coalizione | 7,80  | 1                                                        |        |       |    |  |  |
|                                   | Arturo Levato              | 496                  | 2,49  | Centro                                                   | 525    | 2,78  | –  |  |  |
|                                   | Livio Stefani              | 484                  | 2,43  | Fascismo e Libertà                                       | 468    | 2,48  | –  |  |  |
|                                   | Pasquale Cerchiara         | 183                  | 0,92  | Lista Civica                                             | 147    | 0,78  | –  |  |  |
| Totale                            | Totale                     | 19 923               | 100   |                                                          | 18 905 | 100   | 30 |  |  |
|                                   |                            |                      |       |                                                          |        |       |    |  |  |
| Fonte: Ministero dell'interno     |                            |                      |       |                                                          |        |       |    |  |  |

### Provincia di Vibo Valentia

#### Vibo Valentia
| Candidati                                                 | Candidati                     | II turno             | II turno          | I turno | I turno | Liste                       | Voti   | %     | Seggi |
| Candidati                                                 | Candidati                     | Voti                 | %                 | Voti    | %       | Liste                       | Voti   | %     | Seggi |
| --------------------------------------------------------- | ----------------------------- | -------------------- | ----------------- | ------- | ------- | --------------------------- | ------ | ----- | ----- |
|                                                           | Alfredo D'Agostino ✔️ Sindaco | 9 006                | 54,35             | 10 238  | 48,05   | Cristiani Democratici Uniti | 3 263  | 15,98 | 8     |
| Alleanza Nazionale                                        | Alfredo D'Agostino ✔️ Sindaco | 9 006                | 54,35             | 10 238  | 48,05   | 2 990                       | 14,64  | 7     |       |
| Forza Italia                                              | Alfredo D'Agostino ✔️ Sindaco | 9 006                | 54,35             | 10 238  | 48,05   | 1 713                       | 8,39   | 4     |       |
| Centro Cristiano Democratico                              | Alfredo D'Agostino ✔️ Sindaco | 9 006                | 54,35             | 10 238  | 48,05   | 1 321                       | 6,47   | 3     |       |
| Centro Unito Democratico                                  | Alfredo D'Agostino ✔️ Sindaco | 9 006                | 54,35             | 10 238  | 48,05   | 987                         | 4,83   | 2     |       |
|                                                           | Antonio Potenza               | 7 565                | 45,65             | 6 949   | 32,61   | Partito Popolare Italiano   | 2 776  | 13,59 | 4     |
| Partito Democratico della Sinistra                        | Antonio Potenza               | 7 565                | 45,65             | 6 949   | 32,61   | 2 173                       | 10,64  | 3     |       |
| Socialisti Uniti (Socialisti Italiani-Partito Socialista) | Antonio Potenza               | 7 565                | 45,65             | 6 949   | 32,61   | 1 187                       | 5,81   | 2     |       |
| Rinnovamento Italiano                                     | Antonio Potenza               | 7 565                | 45,65             | 6 949   | 32,61   | 791                         | 3,87   | 1     |       |
| Seggio di coalizione                                      | Seggio di coalizione          | Seggio di coalizione | 45,65             | 6 949   | 32,61   | 1                           |        |       |       |
|                                                           | Giuseppe Iannello             | Giuseppe Iannello    | Giuseppe Iannello | 4 120   | 19,34   | Democrazia e Progresso      | 1 452  | 7,11  | 2     |
| Rifondazione Comunista                                    | Giuseppe Iannello             | Giuseppe Iannello    | Giuseppe Iannello | 4 120   | 19,34   | 709                         | 3,47   | 1     |       |
| La Rete-Federazione dei Verdi                             | Giuseppe Iannello             | Giuseppe Iannello    | Giuseppe Iannello | 4 120   | 19,34   | 540                         | 2,64   | 1     |       |
| Movimento Democratico Vibonese                            | Giuseppe Iannello             | Giuseppe Iannello    | Giuseppe Iannello | 4 120   | 19,34   | 518                         | 2,54   | –     |       |
| Seggio di coalizione                                      | Seggio di coalizione          | Seggio di coalizione | Giuseppe Iannello | 4 120   | 19,34   | 1                           |        |       |       |
| Totale                                                    | Totale                        | 16 571               | 100               | 21 307  | 100     |                             | 20 420 | 100   | 40    |
|                                                           |                               |                      |                   |         |         |                             |        |       |       |
| Fonte: Ministero dell'interno                             |                               |                      |                   |         |         |                             |        |       |       |